# Sikorsky S-56
Die Sikorsky S-56  (militärische Bezeichnung: H-37A Mojave) ist ein kolbenmotorgetriebener US-amerikanischer Transporthubschrauber. Sie wurde ausschließlich durch die Streitkräfte der Vereinigten Staaten eingesetzt.
Mit einer Besatzung von drei Personen konnten 36 Passagiere bzw. 5.000 kg Fracht befördert werden. Die beiden Sternmotoren des Antriebs waren aus Platzgründen in zwei Gondeln seitlich des Rumpfes in Schulterdecker-Anordnung untergebracht. Zur Aufnahme der Fracht besaß die S-56 neben einer seitlichen Schiebetür zwei Flügeltüren im Bug, die ihn sogar für kleinere Fahrzeuge befahrbar machte.
Der Hauptrotor war so konstruiert, dass der Flug auch mit einem fehlenden Rotorblatt (zum Beispiel nach Beschuss) fortgesetzt werden konnte.

## Geschichte
Nach dem Produktionsbeginn des Sikorsky S-55 begannen die Konstrukteure von Sikorsky mit der Planung eines schweren Kampfzonen-Transporthubschraubers. Der Erstflug fand am 18. Dezember 1953 statt. Es war Sikorskys erster Hubschrauber mit zwei Motoren und zu dieser Zeit der größte Hubschrauber der westlichen Hemisphäre.
Ursprünglich war der S-56 für das US Marine Corps entworfen und gebaut worden. Im Laufe der Zeit entwickelte sich jedoch die United States Army zum Hauptabnehmer; knapp zwei Drittel der Gesamtproduktion wurde vom US-Heer als H-37A Mojave eingesetzt. Beim Marine Corps erhielten einige Exemplare eine leistungsfähige, mit einem großen Radom verkleidete AN/APS-20E Radarantenne und als Patrouillenhubschrauber die Bezeichnung HR2S-1W.
Im Vietnamkrieg wurde der S-56 oft als Kranhubschrauber zweckentfremdet. So entwickelte man den Sikorsky S-60, welcher zahlreiche Komponenten des S-56 aufwies, aber nie über das Teststadium hinauskam. Basierend auf diesem S-60 wurde später der Sikorsky S-64 Skycrane entworfen.
Insgesamt wurden 148 S-56 gebaut. In seiner Rolle als Transporthubschrauber wurde er von der Boeing Vertol CH-47 abgelöst.

## Varianten
XHR2S-1Vier Prototypen
HR2S-1Serienausführung mit geänderten Triebwerksgondeln und doppelt bereiftem Hauptfahrwerk. 55 Exemplare gebaut.
HR2S-1WFrühwarnvariante. Zwei Exemplare gebaut.
H-37A Mojave (CH-37A nach 1962)US Army-Version der HR2S-1, die anfangs als YH-37 erprobt wurde. Gegenüber dem Prototyp war eine Flosse auf dem Rumpfrücken ergänzt und die Rotornabenverkleidung modifiziert. 94 Exemplare gebaut.
H-37B Mojave (CH-37B nach 1962)Bis auf vier Stück wurden alle H-37A mit einer umkonstruierten Frachttür, einem automatischen Stabilisierungssystem und absturzsicheren Treibstoffzellen ausgerüstet.
CH-37CUmbenennung der HR2S-1 nach 1962

## Militärische Nutzer
Vereinigte Staaten
- US Army
- US Marine Corps

## Technische Daten

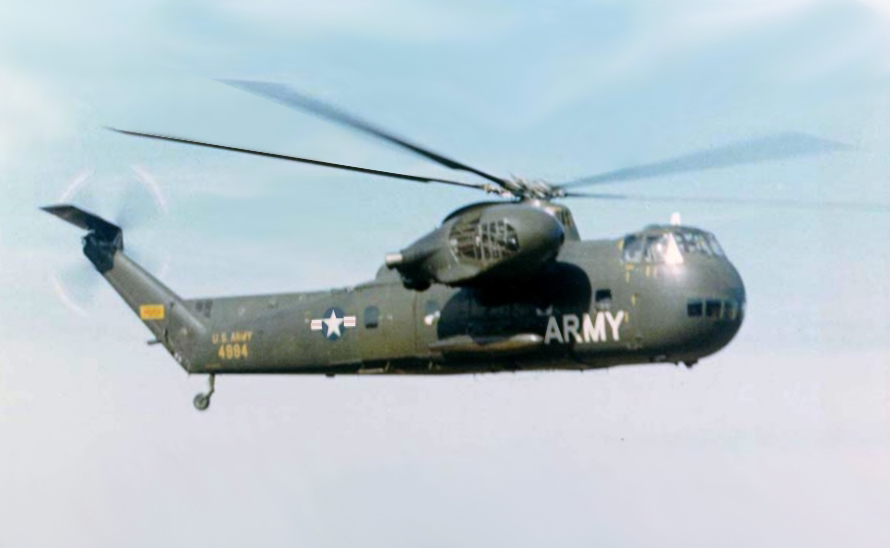
Sikorsky H-37B

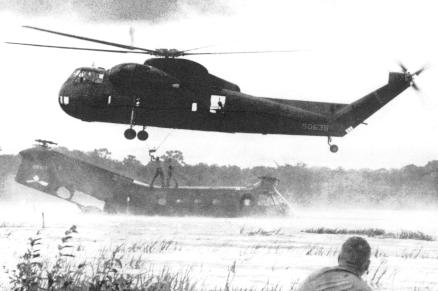
CH-37 birgt eine abgestürzte Piasecki H-21

| Kenngröße                       | Daten                                                                               |
| ------------------------------- | ----------------------------------------------------------------------------------- |
| Rotordurchmesser                | 21,95 m                                                                             |
| Rumpflänge                      | 19,57 m                                                                             |
| Gesamtlänge                     | 26,80 m                                                                             |
| Höhe                            | 6,71 m                                                                              |
| Rüstmasse                       | 9.450 kg                                                                            |
| Startmasse                      | 14.000 kg                                                                           |
| Besatzung                       | 3                                                                                   |
| Höchstgeschwindigkeit           | 209 km/h                                                                            |
| Schwebeflughöhe mit Bodeneffekt | 1.370 m                                                                             |
| Dienstgipfelhöhe                | 2.652 m                                                                             |
| Reichweite                      | 235 km                                                                              |
| Triebwerk                       | 2 Pratt & Whitney R-2800-54 Double Wasp-Sternmotoren mit jeweils 1545 kW (2.100 PS) |